# Gölüstü, Adilcevaz
Gölüstü là một xã thuộc huyện Adilcevaz, tỉnh Bitlis, Thổ Nhĩ Kỳ. Dân số thời điểm năm 2011 là 170 người.